# Acacia menabeensis
Acacia menabeensis är en ärtväxtart som beskrevs av Villiers och Du Puy. Acacia menabeensis ingår i släktet akacior, och familjen ärtväxter. IUCN kategoriserar arten globalt som starkt hotad. Inga underarter finns listade i Catalogue of Life.